# Wuhlehirsk
Wuhlehirsk (ukrainisch Вуглегірськ; russisch Углегорск Uglegorsk) ist eine Stadt in der Oblast Donezk in der Ukraine mit etwa 7500 Einwohnern (2017). Die Stadt liegt etwa 49 Kilometer nordöstlich der Oblasthauptstadt Donezk im Rajon Bachmut.

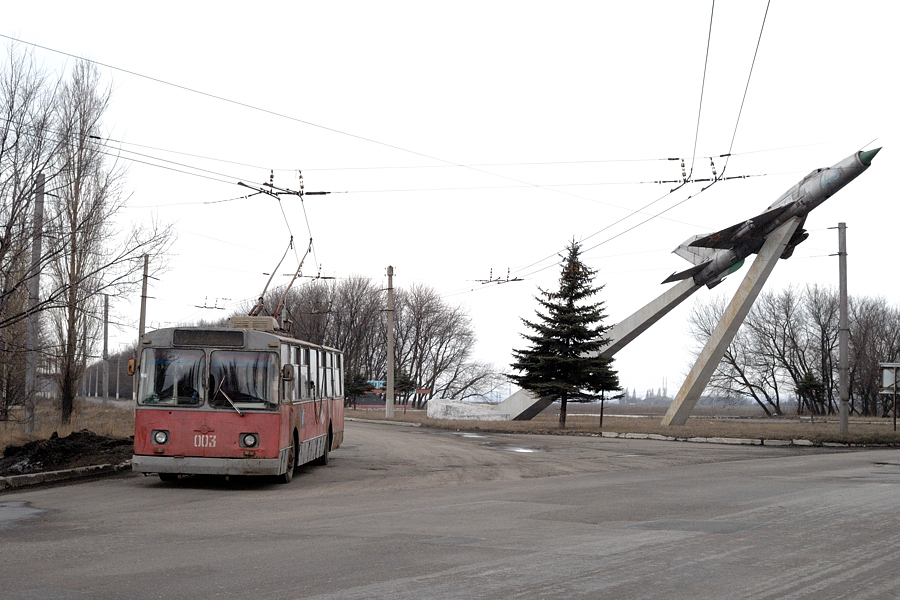
Oberleitungsbus im Ort

Zur Stadtgemeinde zählen auch die Siedlungen Bulawyne (Булавине), Hrosne (Грозне), Kajutyne (Каютине), Stupakowe (Ступакове), und Saweliwka (Савелівка).

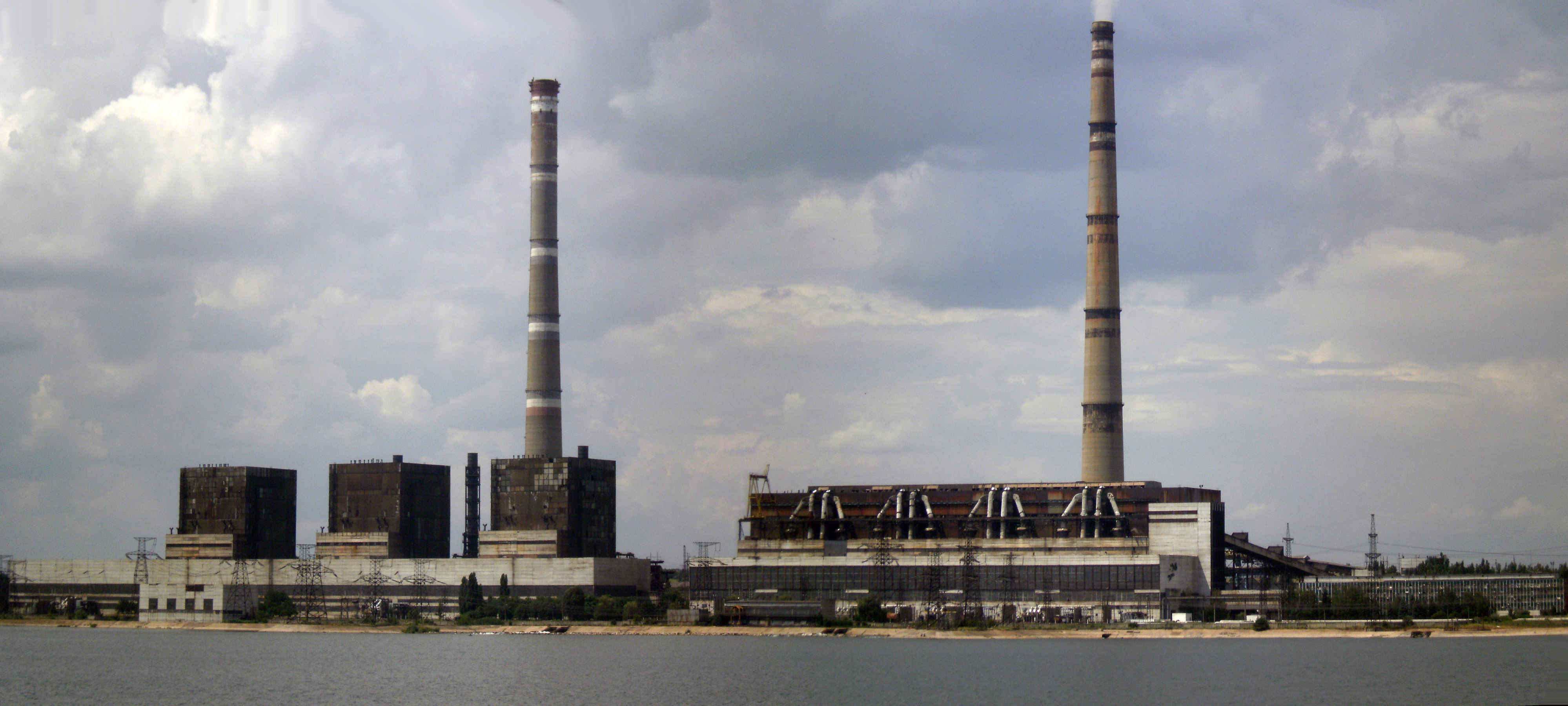

Das Steinkohlekraftwerk Wuhlehirsk hat eine Maximalleistung von 3.600 MW (4 × 300 MW el  und 3 × 800 MW el). Seine Schornsteine sind weithin sichtbare Landmarken.
Das Kohle- und Gaskraftwerk Saporischschja hat die gleiche Kapazität; damit sind diese beiden nach dem Kernkraftwerk Saporischschja die zweitgrößten Kraftwerke in der Ukraine (Liste hier).
Wuhlehirsk wurde 1879 als Chazapetiwka (Хацапетівка) im Zuge des Baus einer Eisenbahnstrecke gegründet und trug diesen Namen bis 1958, als es zur Stadt erhoben wurde. Die Stadt lebt heute vom Kohlenbergbau und der Kohleverarbeitung. Von 1958 bis 1980 fuhr im Ort die Straßenbahn, von 1982 bis 2014 verkehrten Oberleitungsbusse.
2014 begann der Russisch-Ukrainische Krieg.
Am 11. Dezember 2014 wurde die Stadt aus dem Stadtkreis von Jenakijewe ausgegliedert und dem Rajon Artemiwsk (dem heutigen Rajon Bachmut) angeschlossen.
Während des Kampfes um Debalzewe im Ukraine-Krieg wurde die Stadt Anfang des Jahres 2015 großteils zerstört und steht seit Februar 2015 unter der Kontrolle von pro-russischen Rebellen.